# ニューヘブリディーズ・フラン
ニューヘブリディーズ・フラン（英語: New Hebrides franc, フランス語: franc Nouvelles-Hébrides)は、共同統治領ニューヘブリディーズ（現在のバヌアツ）で使用されていた通貨である。この通貨は、イギリスの通貨や後にオーストラリアの通貨と一緒に流通していた。名目上、補助通貨としてサンチームがあり、1フランが100サンチームだったが、最小額面は1フランであった。1945年から1969年までは、CFPフランの一部だった。

## 歴史
第二次世界大戦まで、ニューヘブリディーズはフランス・フラン、イギリス・ポンド、オーストラリア・ポンドを使用していた。1941年、自由フランスはニューヘブリディーズで流通する紙幣を導入した。1945年には、フランスの太平洋植民地がフランス・フランの切り下げの影響を受けないようにするためにCFPフランが導入され、ニューヘブリディーズではニューカレドニア・フラン硬貨と現地で発行された紙幣が流通していた。
1949年、1CFPフラン＝5.5フランス・フランで固定された。1959年からは、オーストラリア・ポンドとのレートが200CFPフラン＝1豪ポンドとなった。このレートは、1966年のオーストラリア・ドル導入時には100CFPフラン＝1豪ドルとなった。豪ドルは現地通貨と並行して流通していた。
1966年からは、ニューヘブリディーズ・フランの名前で硬貨が作られた。1969年、ニューヘブリディーズ・フランはCFPフランから離脱し、1973年まで1豪ドル＝100フランの固定相場を維持した。1981年、バヌアツとして独立した後、フランはそのままの額面で新通貨バツに置き換えられた。同時に、豪ドルは公式に流通しなくなった。

## 硬貨
1966年に100フラン銀貨が導入された。その後、1967年には10フランと20フランのニッケル貨、1970年には1、2、5フランのニッケル銅貨、1972年には50フランのニッケル貨が導入された。ニッケル貨（10、20、50フラン）のみ、対応するフランス領ポリネシアとニューカレドニアの硬貨と同じ大きさ、構成、裏面だった。
全体的なデザインは、ニューヘブリディーズのフラン硬貨が登場してから変わっていない。唯一の注目すべき変化は、1973年に"I.E.O.M"（Institut d'émission d'Outre-Mer、海外通貨発行機関）の刻印が追加されたことである。

## 紙幣
最初のニューヘブリディーズで発行された紙幣は、1921年に発行された25フラン紙幣である。これは1921年8月22日(22 août 1921)付けでComptoirs Français des Nouvelles Hébrides（ニューヘブリディーズのフランスの取引所）から発行されたものである。
ニューヘブリディーズでは1941年に再び紙幣の発行を開始した。これはニューカレドニアの紙幣（インドシナ銀行発行）のオーバープリントで、5、20、100、500、1000フランの額面だった。この紙幣は、1943年からは、自由フランスのServices Nationaux Français des Nouvelles Hébrides（ニューヘブリディーズのフランス国民サービス）によって発行された。
1965年には、海外通貨発行機関(IEOM)がニューヘブリディーズでの紙幣発行を引き継いだ。1965年から1972年までの間に100、500、1000フランの紙幣を導入した。フランス領ポリネシアやニューカレドニアとは異なり、ニューヘブリディーズには5000フラン紙幣はなかった。